# 3334 Somov
3334 Somov è un asteroide della fascia principale. Scoperto nel 1981, presenta un'orbita caratterizzata da un semiasse maggiore pari a 2,8486218 UA e da un'eccentricità di 0,0269983, inclinata di 3,26255° rispetto all'eclittica.
L'asteroide è dedicato all'esploratore russo Michail Michajlovič Somov.